# UGC Ciné Cité Strasbourg Étoile
L'UGC Ciné Cité Strasbourg Étoile est un multiplexe situé à Strasbourg, à proximité de la place de l'Étoile et la Presqu'île André Malraux.
Bordant le bassin d'Austerlitz, il fait face au centre commercial Rivetoile ainsi qu'à l'ancien armement Seegmuller et les tours Black Swan, et prend place au cœur du nouveau quartier Fronts de Neudorf.
Il a été inauguré le 29 novembre 2000. C'est le plus grand UGC Ciné Cité d'Europe puisqu'il compte 22 salles accessibles aux handicapés et équipées pour accueillir les mal entendants et a une capacité de 5 400 places faisant de lui le deuxième plus grand cinéma de France et cinquième d'Europe.

## Histoire
Avant l'ouverture de l'UGC Ciné Cité à Strasbourg, il n'y avait pas de cinéma multisalles à Strasbourg. L'offre de cinémas dans la ville était inférieure à la moyenne française, avec 18,2 salles pour 1 000 habitants contre 27,1 sur l'ensemble de la France. Le conseil municipal présidé par Catherine Trautmann décide en 1997 d'autoriser la création d'un cinéma multiplexe sous certaines conditions : il doit être construit dans le quartier encore en friche de l'Étoile, doit être « irréprochable architecturalement », comporter au moins 20 salles afin d'offrir une variété suffisante dans la programmation, et respecter des quotas dans la programmation de certains types d'œuvres. L'appel d'offres est remporté par l'Union générale cinématographique (UGC). L'entreprise confie la construction du cinéma aux architectes Denis Valode et Jean Pistre (avec Georges Berne, Annie Tribel et les bureaux d'études Ingérop, Fusée, Inex) pour un investissement de 250 millions de francs. Le cinéma est inauguré le 27 novembre 2000. Les deux cinémas indépendants de Strasbourg, le Star et le Star-Saint-Exupéry, ferment symboliquement ce même jour pour protester contre l'inauguration du multiplexe, car ils craignent une baisse de leur fréquentation.
Lors de sa première semaine d'exploitation, le cinéma enregistre 20 000 entrées, ce qui en fait le douzième cinéma le plus fréquenté en France hors de l'Île-de-France.
En 2010, le groupe UGC décide d'équiper en urgence dix salles de cinéma de lunettes et de projecteurs en trois dimensions, dont une salle de l'UGC Ciné Cité Strasbourg, après l'important succès du film Avatar qui a bénéficié aux cinémas possédant ces équipements.
En 2011, la fréquentation de l'UGC Ciné Cité Strasbourg Étoile est de 1,9 million de spectateurs, dont 65 % d'abonnés.

## Polémique
Outre l’augmentation du tarif des places, un nouveau système de placement crée la polémique lors de sa mise en place en mars 2023. En effet, le cinéma impose à ses clients de choisir un numéro de place avant de rentrer dans la salle. Si l’UGC se défend en expliquant qu'il s'agit de fournir davantage de service, la mesure incite les clients à prendre leurs places en avance et de ce fait, créer un compte en ligne. Ainsi, les clients n’ont plus la liberté de s’asseoir où ils le souhaitent.
À l’annonce de la mesure, une pétition est mise en place, expliquant tous les désagréments que cette règle impose qui récolte rapidement plus d’une centaine de signatures. Une chronique est aussi réalisée par l’humoriste Jean-René Lidy sur France Bleu Alsace, exprimant avec humour les désagréments de cette mesure.

## Accessibilité
L'UGC Ciné Cité Strasbourg Étoile est desservi à la station Winston Churchill par la ligne C et la ligne E du tramway de Strasbourg, à quelques centaines de mètres à l'arrière du complexe. Le cinéma peut également être rallié depuis les lignes de tram A et D, ainsi que les lignes de bus G, C1 et C8, à la station Étoile Bourse. Le cinéma est aussi accessible depuis les lignes C, D et E à la station Landsberg.
Le cinéma est également à proximité de deux parkings couverts (P1 Commerces Rivetoile et P2 Cinéma) de 1 750 places.

## Politique tarifaire
En avril 2012, le cinéma augmente les prix des billets. L'objectif fut de pratiquer un tarif dissuasif sur les places vendues à l'unité afin d'inciter les consommateurs à acheter un abonnement et ainsi fidéliser la clientèle. En 2025, le plein tarif est monté à 14,90 €.
La Confédération européenne des universités du Rhin supérieur (EUCOR), qui regroupe cinq universités de la région, propose à ses étudiants un programme intitulé « carte culture » qui permet de bénéficier de réductions sur le prix de produits culturels, avec le soutien de la Région Alsace et de l'Eurométropole de Strasbourg (EMS). L'UGC Ciné Cité Strasbourg Étoile participe à ce programme en offrant des places de cinéma au tarif de 5 € aux détenteurs de la carte culture, contre 10 € pour le tarif étudiant normal.

## Restauration
Un ciné-café, un espace confiserie et une filiale de la chaîne de restauration rapide Bert's permettent l'achat de divers plats, boissons et autres popcorns avant les projections.